# باب ویتینگهام
باب ویتینگهام (انگلیسی: Bob Whittingham؛ ۱۸۸۸ – ۹ ژوئن ۱۹۲۶) یک بازیکن فوتبال بود.